# Nikolskoje (rejon nurimanowski)
Nikolskoje (ros. Никольское) – wieś (sieło) w Rosji, w Baszkortostanie, w rejonie nurimanowskim. W 2010 liczyła 627 mieszkańców, głównie Rosjan.